# Mészöly Munkás Béla

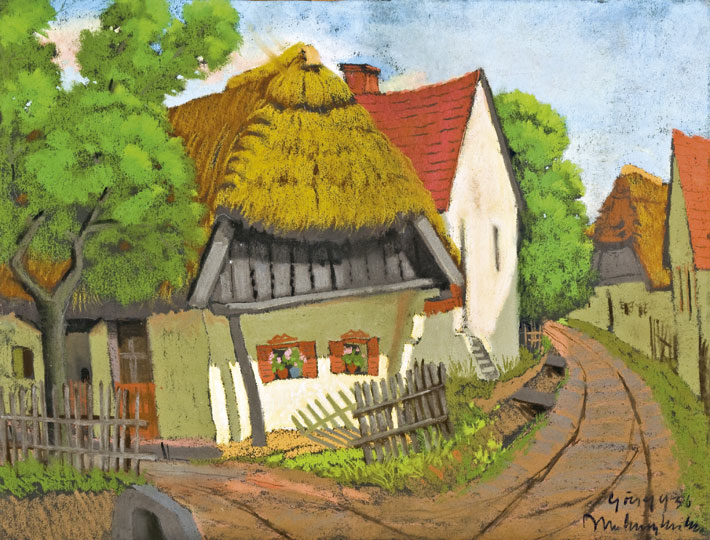
Göcseji falu

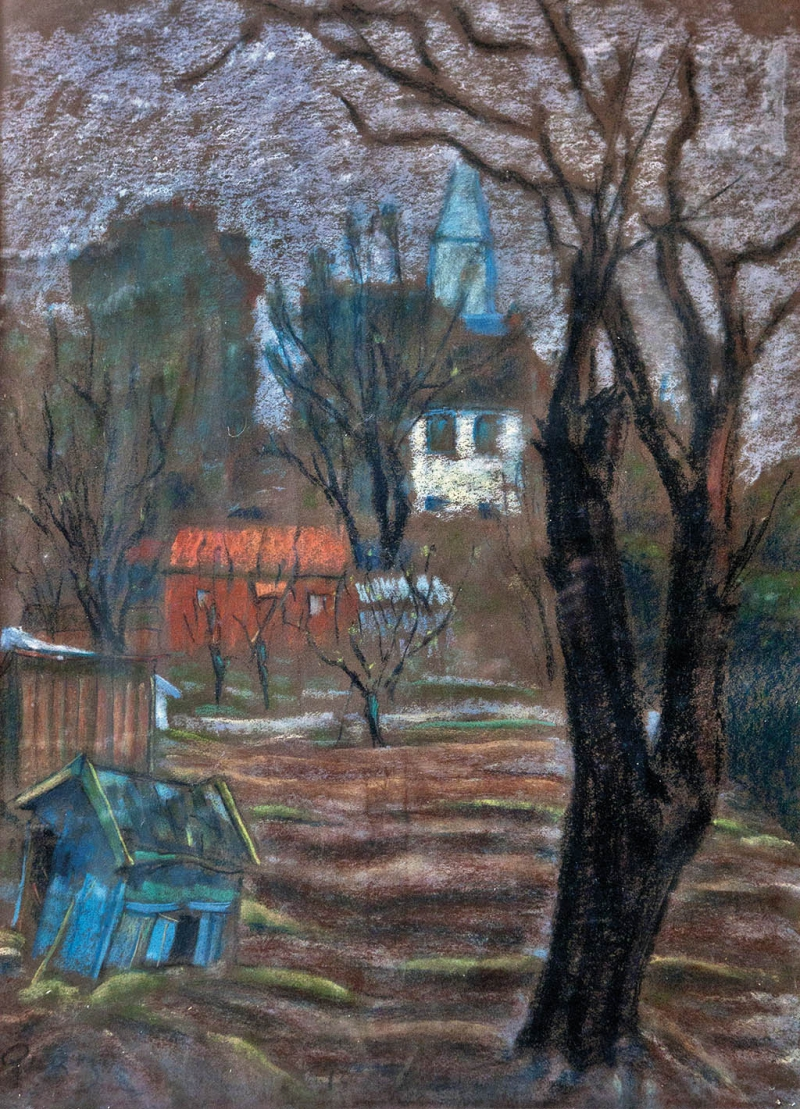
Parkrészlet

Mészöly Munkás Béla (Budapest, 1889. június 5. – Auschwitz, 1942. október 3.) (névváltozatai: Messinger Béla; Munkás-Mészöly Béla) magyar festőművész, a holokauszt áldozata. Leginkább tájképfestőként ismert. Testvére Mészöly László festő, fényképész.

## Élete és munkássága
Tízgyermekes családban született Messinger József könyvnyomdász és Sinayberger Karolina fiaként. A család 1909-ben változtatta Mészölyre a nevét. Édesapja 1900-ban meghalt. Középiskolát a budapesti Zsidó Gimnáziumban végzett. Rajztanárától bátorítást kapott festői terveihez. 1907-től a müncheni akadémián tanult, 1910-től Londonban élt, majd 1912-ben visszatért Budapestre.
Az első világháború alatt a fronton megsebesült. 1920-tól európai körutazást tett, hosszabb időt töltött Hollandiában, utána Párizsban telepedett le, ahol nagyon szerény körülmények között élt. Mégis, a húszas évektől kezdve elismert művész volt, akinek prágai, londoni, amszterdami és barcelonai kiállításairól rendszeresen hírt adtak a legkülönbözőbb pesti lapok.
1921. június 12-én Budapesten, a Terézvárosban megnősült, Sinajberger Kornéliát vette feleségül, Sinajberger Sándor és Spády Janka lányát. 1922-ben született fia, Mészöly Sándor. A Nemzeti Szalonnak egészen 1938-ig tagja maradt.
Szívesen festett virágcsendéleteket, kedvelt témája volt a munkás- és gyermekábrázolás, valamint a városi tájkép. Képei a nagybányai hagyományra épülnek, amiken európai útjainak hatása is érződik. Hosszasan időzött Hollandiában is, de végül Párizsban telepedett le, miközben rendszeresen kiállított Magyarországon is. 1935-ben gyűjteményes kiállítását a kritikusok azért is üdvözölték, mert színekben gazdag, fénnyel teli, derűs mediterrán képek váltották fel korábbi, komorabb képeit. Erős szociális érzékenysége miatt elsősorban a nélkülözők, a szegény munkásemberek világát is ábrázolta. Baloldali elkötelezettsége miatt vette fel a Mészöly mellé a Munkás nevet is. Legtöbb munkája elpusztult vagy elveszett. Tanítványa volt Cserepes István.
A második világháború kitörése után egyre drámaibb hangulatú képeket festett. 1942-ben Párizsban a francia hatóságok letartóztatták. Előbb a drancyi gyűjtőtáborba került, ahonnan szeptember 28-án Auschwitzba szállították. Egyike azoknak a mártírhalált halt festőknek, akiknek emlékére Jean Cassou író, ellenálló szervezésében francia és magyar művészek 1947-ben kiállítást rendeztek a Galerie de Bussyben.
Családja a 2000-es években is Párizsban él.

## Kiállításai
Szerepelt a Nemzeti Szalon csoportos kiállításain. Gyűjteményes kiállítása 1924-ben volt a Műcsarnokban, majd 1933-ban Amszterdamban. 1934-ben a barcelonai Galerias Layetanasban, 1935-ben a budapesti Műterem kiállítóhelyiségben volt egyéni tárlata. Budapest főváros megvásárolta a Hajó a Szajnán című festményét, de az a második világháború idején megsemmisült.